# Rušení anglických klášterů

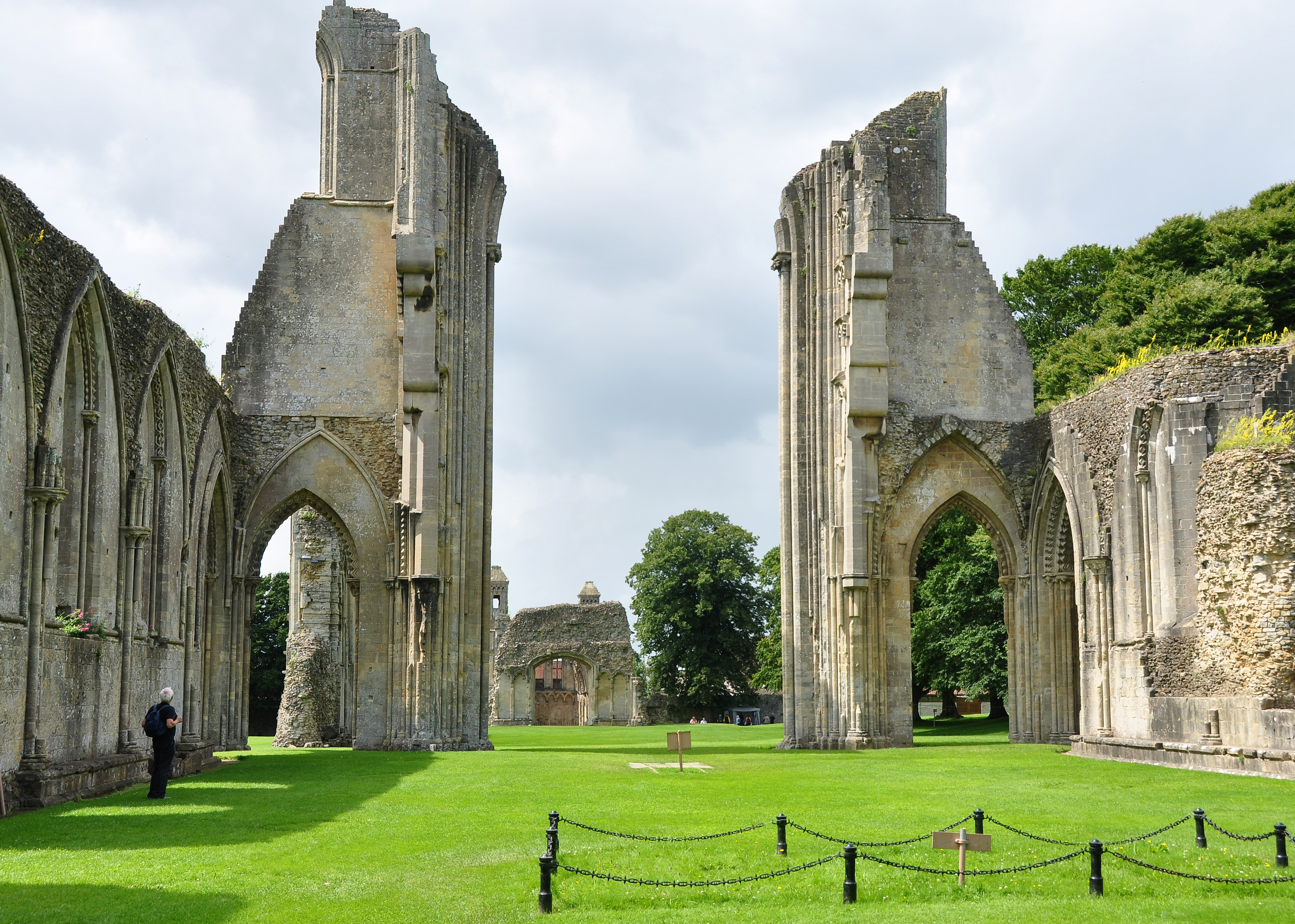
Ruiny Glastonburského opatství

Rušení anglických klášterů byl formální proces v letech 1536 až 1541 kdy Jindřich VIII. rozpustil klášterní společenství v Anglii, Walesu a Irsku a zabavil jejich majetek. Toto právo mu bylo svěřeno zákonem o svrchovanosti (Act of Supremacy) přijatým parlamentem roku 1534, který ho ustanovil nejvyšším představitelem Anglikánské církve, a zákony o rozpuštění klášterů (First suppression Act 1536 a Second Suppression Act 1539).

## Předchozí případy v Anglii
V době, kdy Jindřich VIII. zahájil rušení klášterů, mělo zabavování klášterního majetku již dlouhou historii. Po ovládnutí Anglie Normany se staly některé kláštery v Anglii pobočkami mnišských řádů ve Francii. V období dlouhých válek mezi Anglií a Francií anglická vláda nesla nelibě, že mnohé finanční prostředky putují do cizí nepřátelské země a že zahraniční preláti mají pravomoc nad částmi anglického území. První zabavování klášterního majetku se objevilo v době vlády Eduarda I. a dalšího vrcholu dosáhlo v době Eduarda III. Převorství, která měla dostatečnou komunitu mnichů, musela panovníkovi odvádět velké finanční prostředky a ty, které zahrnovaly jen zemědělské statky, byly zabaveny a jejich výnosy směřovaly do královské pokladny. Konec zahraničních klášterů nastal v době Jindřicha V., který vydal zákon, jímž je rozpustil a jejich majetek nechal zabavit. Některé kláštery byly spravovány královskými úředníky, další byly prodány a jiné přeměněny na vzdělávací instituce.
Převod klášterů na vzdělávací ústavy inspirovaly i biskupy a tyto transformace se stávaly obvyklejšími. Byly rušeny některé malé a chudé benediktinské a augustiniánské kláštery, které neměly bohaté mecenáše. Velká opatství a bohaté řády tím nebyly dotčeny. Prostředky z rušených klášterů proudily především do nově vzniklých kolejí Oxfordské a Cambridgeské univerzity. Například roku 1484 biskup winchesterský zrušil Selbornské převorství ve prospěch Magdaleniny koleje v Oxfordu nebo roku 1522 kardinál Wolsey rozpustil převorství St Frideswide, aby položil základy pro Christ Church v Oxfordu. Nicméně mnichové a jeptišky, kteří tvořili společenství rušených klášterů, byli převedeni do nově vzniklých ústavů nebo do jiných klášterů jejich řádu.

## Obdobná situace na kontinentu
Zatímco v Anglii měl tento proces pozvolný charakter, na kontinentu rušení klášterů v mnoha případech probíhalo velmi bouřlivě. Roku 1521 vydal Martin Luther spis De votis monasticis, ve kterém uvedl, že klášterní život nemá biblický základ, je bezcílný a nemorální. Také uvedl, že klášterní slib je bezvýznamný a nikdo se jím nemá cítit zavázaný. Zvláštní sněm augustiniánského řádu, jehož byl Luther členem, se sešel nedlouho po vydání tohoto spisu a akceptoval Lutherovy teze. 
Zpráva o tomto jednání se rychle rozšířila mezi protestantsky zaměřenými (a hrabivými) panovníky v Evropě. Švédský král Gustav I. roku 1527 vydal nařízení, podle kterého měl právo zabavit klášterní polnosti, které považoval za nezbytné pro zvýšení královských příjmů. Jediným krokem tak získal obrovský majetek. V Dánsku zabavil roku 1528 král Frederik I. majetek patnácti nejbohatších klášterů. Jeho nástupce zakázal mnišství a nařídil, aby kláštery převedly své majetky a tituly na krále, který je pak věnoval svým příznivcům.
Vláda švýcarského města Curych roku 1523 přinutila mnichy, aby opustili své zvyky týkající se sňatků, a následující rok zrušila všechny kláštery na svém území. Roku 1529 tento postup realizovalo město Basilej a roku 1530 i Ženeva. 

## Rušení anglických klášterů

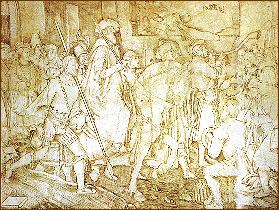
Návštěva kláštera

Poté, co Jindřich VIII. neuspěl u papeže se zrušením svého manželství s první manželkou Kateřinou, nechal se v únoru 1531 prohlásit nejvyšším představitelem Anglikánské církve. Roku 1534 pověřil Thomase Cromwella, aby navštívil všechny kláštery (včetně opatství a převorství) zdánlivě proto, aby se přesvědčil, že všem mnichům je zřejmá svrchovanost krále, ale ve skutečnosti byla hlavním cílem inventarizace jejich majetku. Poté, co opadlo prvotní překvapení, byla tato činnost svěřena komisi, ve které byli například Layton, Pollard a Moyle.
Na podzim roku 1535 začali členové komise posílat Cromwellovi zprávy o návštěvách v klášterech včetně informací o údajných odhaleních sexuálních a finančních přestupků. Parlament na jaře roku 1536 vydal zákon, založený z větší části na závěrech komise, povolující králi zrušit kláštery s ročním příjmem menším než 200 liber, což představovalo asi 304 institucí. Kláštery mohly požádat o pokračování své činnosti a asi 70 jich poté, co zaplatily pokutu, pokračovalo v činnosti. Majetek zrušených klášterů propadl králi a Cromwell vytvořil vládní agenturu pro správu klášterního majetku (Court of Augmentations), která ho spravovala. Mnichům byla nabídnuta možnost odchodu z církevního života nebo pokračování v jiných klášterech svých řádů. Většina si zvolila pokračování mnišského života a byly dokonce pro ně založeny některé nové kláštery. 
Tato akce nepřinesla prostředky v rozsahu, jaký Jindřich očekával, na druhé straně dokonce vedla roku 1536 k projevům nespokojenosti v Pouti odpuštění, jichž pak Jindřich využil k obvinění klášterní komunity ze zrady, protože členové některých kongregací se přiklonili na stranu vzbouřenců. Vládní právníci poté zpracovali dokument, na jehož základě byl představený kláštera (opat, abatyše, převor nebo převorka) vlastníkem klášterního majetku, a pokud tento představitel kláštera byl obviněn ze zrady, propadl veškerý majetek panovníkovi. 
Jedním z opatství, které podporovalo vzbouřence, bylo Furness. Jeho opat, obávající se obvinění ze zrady, nabídl dobrovolně odevzdat klášterní majetek králi, což Cromwell velmi rychle přijal. Od té doby všechna rušení klášterů, která nebyla odvozena z obvinění ze zrady, byla prováděna jako dobrovolné darování klášterního majetku. Prvním takovým případem bylo převorství v Lewes, jehož mnichům byla nabídnuta doživotní penze. Opaté a převorové se dostali pod tlak členů své komunity, aby nabídli dobrovolně majetek kláštera za poskytnutí doživotní penze, jinak se obávali obvinění ze zrady a konfiskace majetku. Roku 1538 tato tendence nabyla vrchu a Cromwell jmenoval místní komisaře, kteří měli dohlížet na korektní prodej cenností a budov a zabezpečení bývalých mnichů hotovostí a oblečením. Finanční prostředky a půda byly převedeny do majetku vládní agentury, která poté zajišťovala výplatu penzí. V dubnu 1539 vydal parlament zákon o dobrovolném odevzdání majetku, ale v té době byla velká část klášterů v Anglii, Irsku a Walesu již zrušena. Některé kláštery odolaly, ale na podzim byli opatové z Colchesteru, Glastonbury a Readingu obviněni ze zrady a popraveni. 

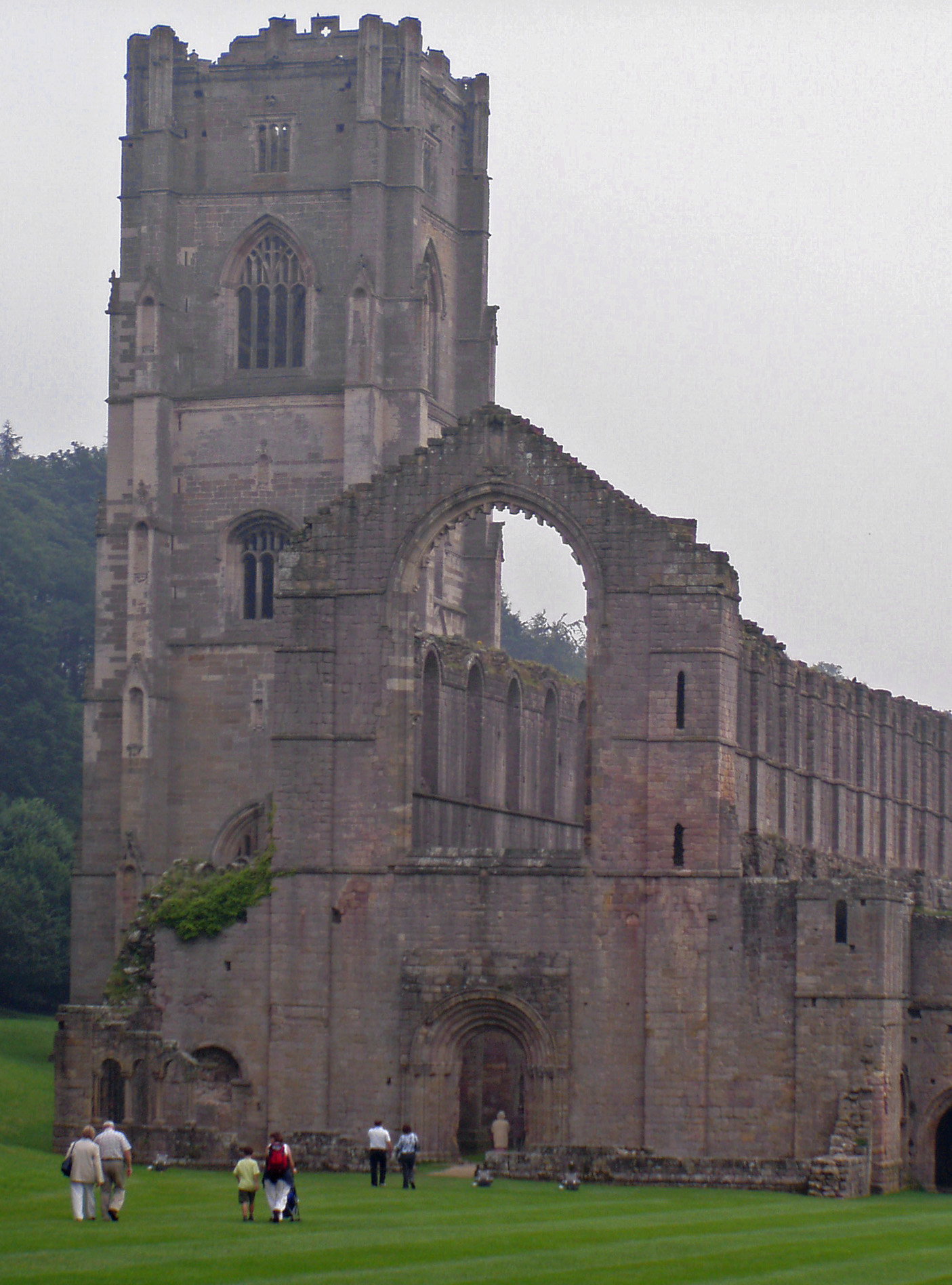
Ruiny opatství ve Fountain

Místním komisařům bylo nařízeno, aby tam, kde byl klášter využíván jako farnost, tato činnost byla zachována. Přibližně stovka klášterů tak byla zachována alespoň částečně. Nejcennější částí staveb bylo olovo na střechách a jejich okapech a tak, jako nejjednodušší cesta získání tohoto materiálu, byly budovy zapáleny. Kameny ze zdí a břidlice ze střech byla prodána. Hrobky svatých byly zničeny a jejich ostatky zničeny nebo rozptýleny. Této zkáze neunikla dokonce ani hrobka Alfréda Velikého. 
Královský dvůr tak získal z výnosů klášterního majetku pravidelný roční příjem ve výši asi 150 000 liber ročně. Cromwell trval na tom, aby tyto prostředky sloužily jako pravidelný příjem pro pokrytí vládních výdajů. Poté, co upadl v nemilost a roku 1540 potřeboval Jindřich rychle získat finance pro válečné tažení ve Francii a Skotsku, byl klášterní majetek rozprodán a Jindřich tak získal do roku 1547 1 400 000 liber. Vládní agentuře byly ponechány polnosti a církevní poplatky dostatečné pro zajištěni plateb penzí. 
Rozpuštění klášterů mělo však jen malý vliv na farnosti a jejich činnost. 

## Důsledky
Opatství v Anglii, Irsku a Skotsku patřila mezi největší vlastníky půdy a jedny z největších institucí království. Nicméně na počátku 16. století začali sponzoři upřednostňovat farní kostely, kolegiátní kostely, univerzitní koleje a gymnázia, jež začaly být centry vzdělanosti a uměleckých aktivit. Nicméně v oblastech vzdálených od Londýna kláštery byly dále centry učených bádání a hlavním zdrojem podpory pro staré a nemocné. Zrušení přibližně 800 klášterů tak znamenalo významný sociální otřes.
Jednou z největších kulturních ztrát bylo zničení klášterních knihoven. Například knihovna převorství ve Worcesteru obsahovala asi šest set svazků, z nichž bylo zachráněno pouze šest. Některé knihy byly zničeny proto, aby byla využita jejich vazba pro další použití, některé byly prodány. Král Jindřich pověřil antikváře Johna Lelanda, aby zachránil zvláště cenné rukopisy a některé knihy zachránili i soukromí sběratelé. Nicméně většina knih byla ztracena nebo zničena.
Mnoho klášterních nemocnic bylo zavřeno. Kláštery také poskytovaly bezplatně stravu a almužny pro chudé a opuštěné a jejich zrušení přispělo k vytvoření tlup žebráků, které zamořovaly zemi v pozdním období vlády Tudorovců. Tato skutečnost vedla k nárůstu sociální nestability a vydání sociálních zákonů Eduardem VI. a Alžbětou I. Naopak klášterní gymnázia a univerzitní koleje se dočkaly velkého rozmachu a v alžbětinském období byly zakládány nové chudobince a nemocnice financované místní šlechtou.
I když bylo slibováno, že majetek získaný z klášterů bude použit na rozvoj církevního života, na charitu a rozvoj školských zařízení, bylo na tyto účely použito jen asi 15% prostředků. Bylo obnoveno osm klášterních katedrál a šest nových biskupství včetně katedrál, kapitul a gymnázií k nim připojených, a univerzitní koleje v Oxfordu a Cambridge. Asi třetina příjmů z klášterního majetku byla vynakládána na penze předchozích mnichů a jeptišek.